# Principio del Paese di origine
Il principio del Paese di origine è un principio del diritto dell'Unione Europea, riferita a un mercato comune di un bene o servizio, che indica quale legislazione di uno Stato membro dell'Unione Europea si debba applicare.

## Caratteristiche generali
Il principio del controllo del Paese di origine ha l'obiettivo di garantire le quattro libertà fondamentali previste dal Trattato costitutivo dell'Unione Europea (libertà di circolazione di persone, merci, capitali e idee) e di impedire all'interno di un mercato comune una discriminazione in base alla nazionalità, vietata dall'art. 12 (ex 6) dei Trattati di Roma.
Il principio trova applicazione nei settori bancario e assicurativo. Presuppone il reciproco riconoscimento delle autorità degli Stati membri e un minimo di armonizzazione delle loro leggi.
Le autorità e gli Stati membri accettano in questo modo una notevole ridefinizione della loro sovranità, in genere associata esclusivamente e limitatamente ai confini geografici di uno Stato.

## Il principio di competenza territoriale
Il principio di competenza territoriale è un'alternativa a quello del mutuo riconoscimento. In base a un principio di competenza, l'autorità di uno Stato membro avrebbe poteri regolatori nei confronti di tutti i soggetti che operano nel territorio, aventi sede legale al suo interno o in altri Paesi dell'Unione.
La legislazione vigente nel Paese UE, o l'interpretazione fornita dalla stessa autorità, potrebbero favorire i produttori di beni e servizi dello Stato membro.
Il principio, d'altra parte, estende l'ambito di applicazione delle leggi al di fuori dello Stato che le ha approvate e, allo stesso tempo, introduce una restrizione dei poteri di intervento di un'autorità pubblica nei confronti dei soggetti economici di diritto estero.

## Istituti simili nel mondo

### Stati Uniti d'America
Negli Stati Uniti d'America si presenta il problema analogo di un insieme di Stati sovrani i cui soggetti economici operano in un mercato comune. La soluzione adottata prevede la sovranità di uno Stato su tutti i soggetti che operano nel suo territorio, escludendo quindi le persone giuridiche aventi sede legale nello Stato per quanto riguarda l'operatività al di fuori dei confini.